# Dipartimento di Ñorquincó
Ñorquincó è un dipartimento argentino, situato nella parte sud-occidentale della provincia di Río Negro, con capoluogo Ñorquincó.
Esso confina a nord con il dipartimento di Pilcaniyeu, a nord e ad est con quello di Veinticinco de Mayo, a sud con la provincia di Chubut, e ad ovest con il dipartimento di Bariloche.
Secondo il censimento del 2001, su un territorio di 8.413 km², la popolazione ammontava a 2.079 abitanti, con un decremento demografico dell'11,76% rispetto al censimento del 1991.
Il dipartimento, nel 2001, è composto da 4 comisiones de fomento:
- Mamuel Choique
- Ñorquincó
- Ojos de Agua
- Río Chico